# Haarband

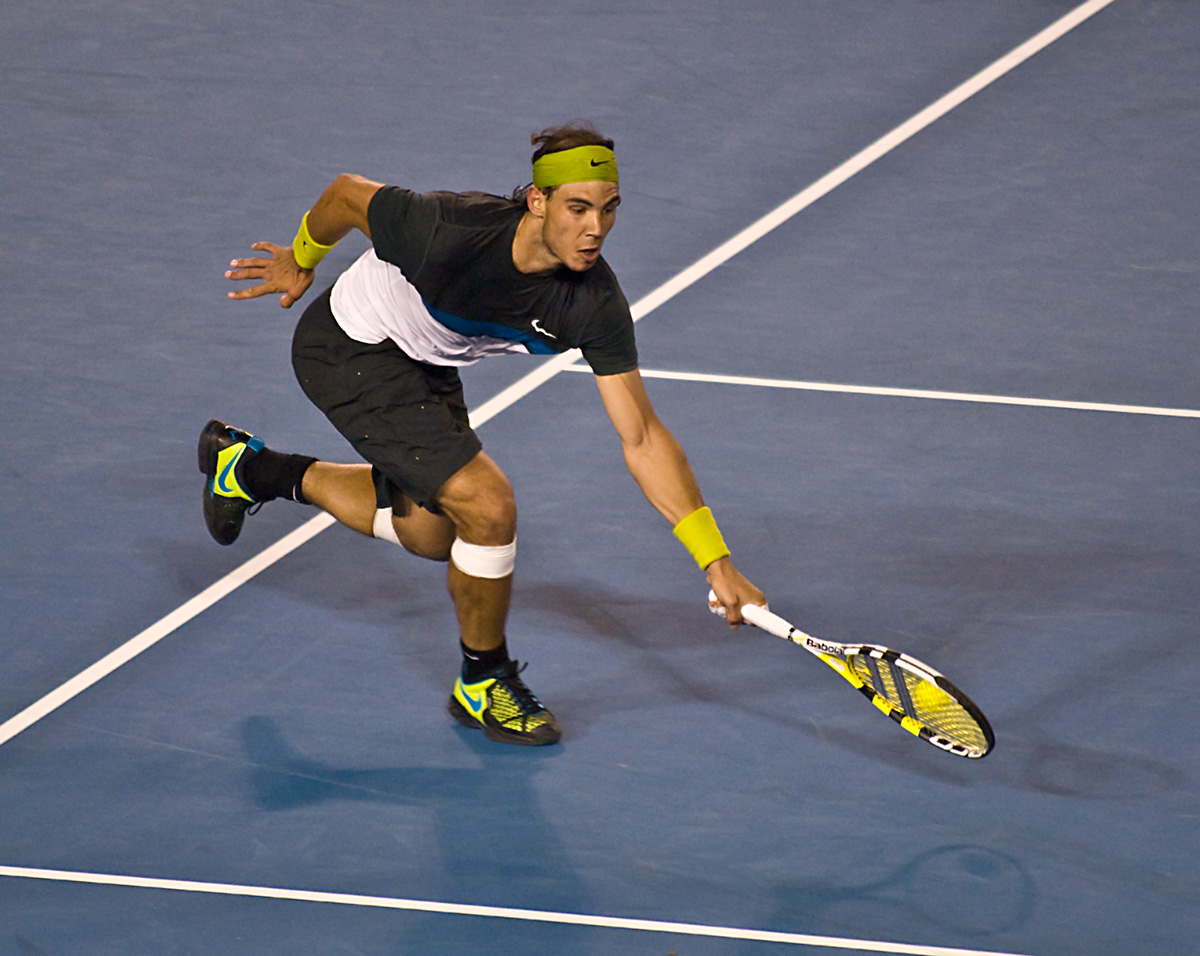
Rafael Nadal draagt een haarband tijdens een tenniswedstrijd.

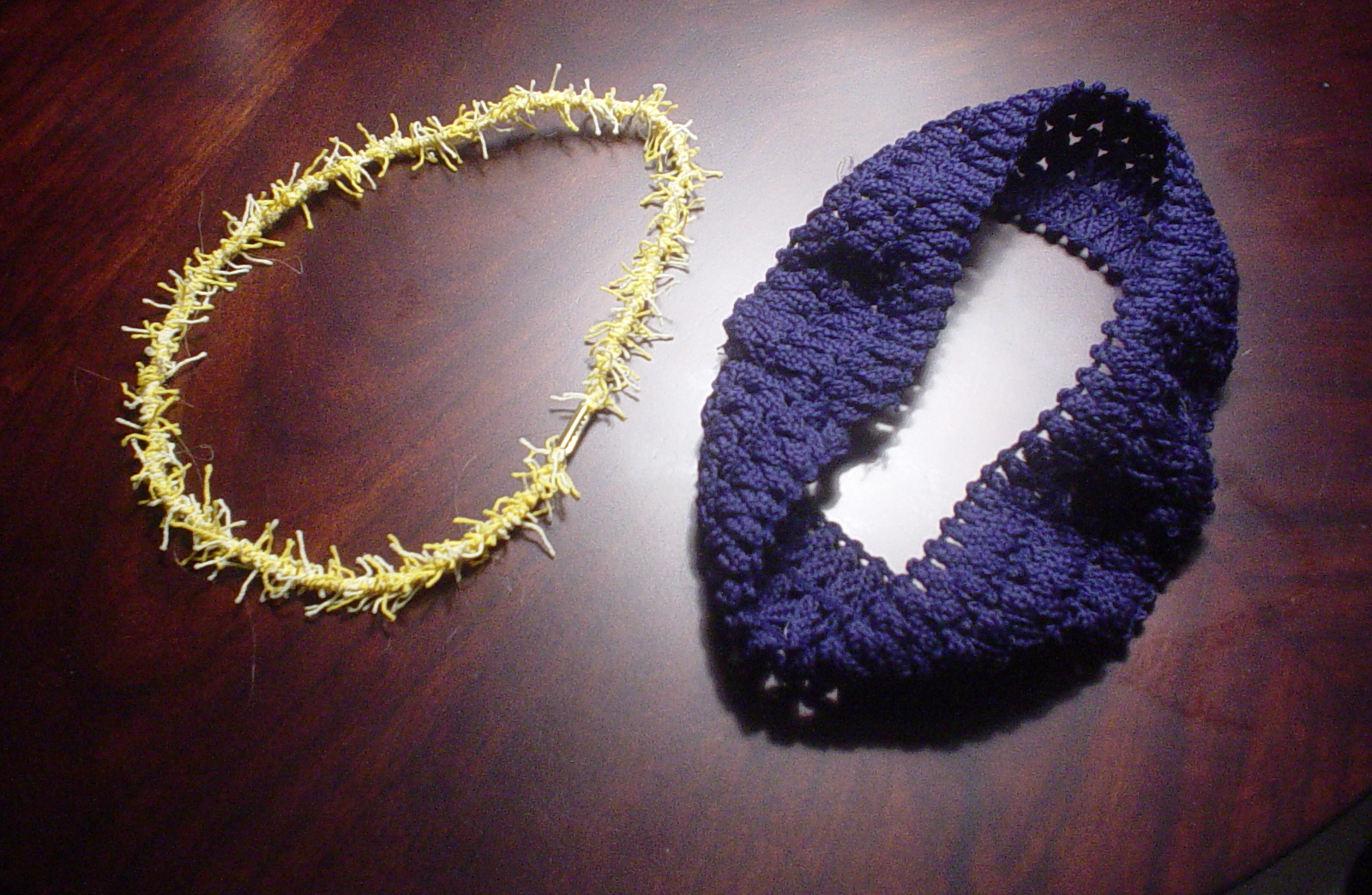
Verschillende typen haarbanden

Een haarband of hoofdband is een kledingaccessoire dat gewoonlijk dient om het kapsel in model te houden, maar vooral ook als decoratie. Een haarband is doorgaans van rekbare stof of plastic en houdt het haar weg van het gezicht of uit de ogen. Een haarband kan boven op het haar gedragen worden, maar ook onder lang haar of onder een paardenstaart door.
De haarband komt in het modebeeld regelmatig terug. In de jaren 20/30 van de 20ste eeuw werden haarbanden gedragen door modieuze vrouwen. Ook in de tijd van de flowerpower waren haarbanden bij vrouwen populair.
De haarband werd een modeartikel voor mannen in de jaren 80, mede door bekende dragers als Sylvester Stallone (in de film Rambo: First Blood) en Mark Knopfler.
Haarbanden worden ook gebruikt tijdens het beoefenen van een sport. Een haarband gebruikt als zweetband heeft tot doel het zweet te absorberen zodat het niet in de ogen terechtkomt.